# Eusimonia turkestana
Espèce
Synonymes
- Eusimonia celeripes Hirst, 1908
- Barrella birulae Roewer, 1933
- Karschia grombczevskii Birula, 1935

Eusimonia turkestana est une espèce de solifuges de la famille des Karschiidae.

## Distribution
Cette espèce se rencontre en Chine en Mongolie-Intérieure et au Xinjiang, en Mongolie et au Kazakhstan.

## Description
Le mâle holotype mesure 11,5 mm.

## Étymologie
Son nom d'espèce lui a été donné en référence au lieu de sa découverte, le Turkestan.

## Publication originale
- Kraepelin, 1899 : Zur Systematik der Solifugen. Mitteilungen aus dem Naturhistorischen Museum in Hamburg, vol. 16, p. 195–259 (texte intégral).